# Raster-Noton
La Raster-Noton era un'etichetta discografica indipendente tedesca specializzata in musica elettronica e sperimentale. Secondo le intenzioni dei suoi fondatori, la Raster-Noton venne concepita per essere "una piattaforma pensata per unire musica, arte e scienza".

## Storia
La Raster-Noton nacque nel 1999 dalla fusione della Rastermusik, fondata da Olaf Bender e Frank Bretschneider nel 1996, e della Noton.archiv für ton und nichtton, che era gestita da Carsten Nicolai. Nel 2017, l'etichetta si scisse in due etichette separate: Raster, che continuò a essere gestita da Bender, e la Noton, che si focalizzava maggiormente sullo stile di Nicolai. Fra gli artisti che hanno pubblicato musica per la Raster-Noton vi sono prevalentemente artisti che flirtano con la musica glitch e la sound art fra cui Ryoji Ikeda, Atom™, William Basinski, Richard Chartier, Wolfgang Voigt, Blixa Bargeld, Aoki Takamasa, Thomas Knak e Andreas Tilliander.